# フーベルト・ファン・ラーフェステイン
フーベルト・ファン・ラーフェステイン（Hubert van Ravesteyn、1638年生まれ、1681年から1691年の間に没）は、オランダの画家である。風俗画や静物画を描いた。

## 略歴
オランダの商業地のドルトレヒトに生まれた。父親のヘルマン・ファン・ラーフェステインも画家であった。17世紀のオランダではファン・ラーフェステインという画家の一族が各地で活躍している。当時のドルトレヒトではヤーコプ・カイプ(1594-1652)とアルベルト・カイプ(1620-1691)の親子などが活躍していて、ファン・ラーフェステインの色使いにアルベルト・カイプの影響が見られるとされる。また静物画に関してはハールレムの静物画家、ヤン・ヤンスゾーン・ファン・デ・フェルデ(1620-1662)の影響が言われている。
アルノルト・ホウブラーケン(1660-1719)はオランダ絵画黄金時代の画家たちの伝記『ネーデルラントの画家たちの大劇場』でファン・ラーフェステインが風俗画や人物画を描いたことを紹介している。
1669年に結婚し、8人の子供がいた。1670年から1682年までは ドルトレヒトのHofstraatに住んでいた記録があり、1891年ころドルトレヒトで亡くなったとされている。

## 作品

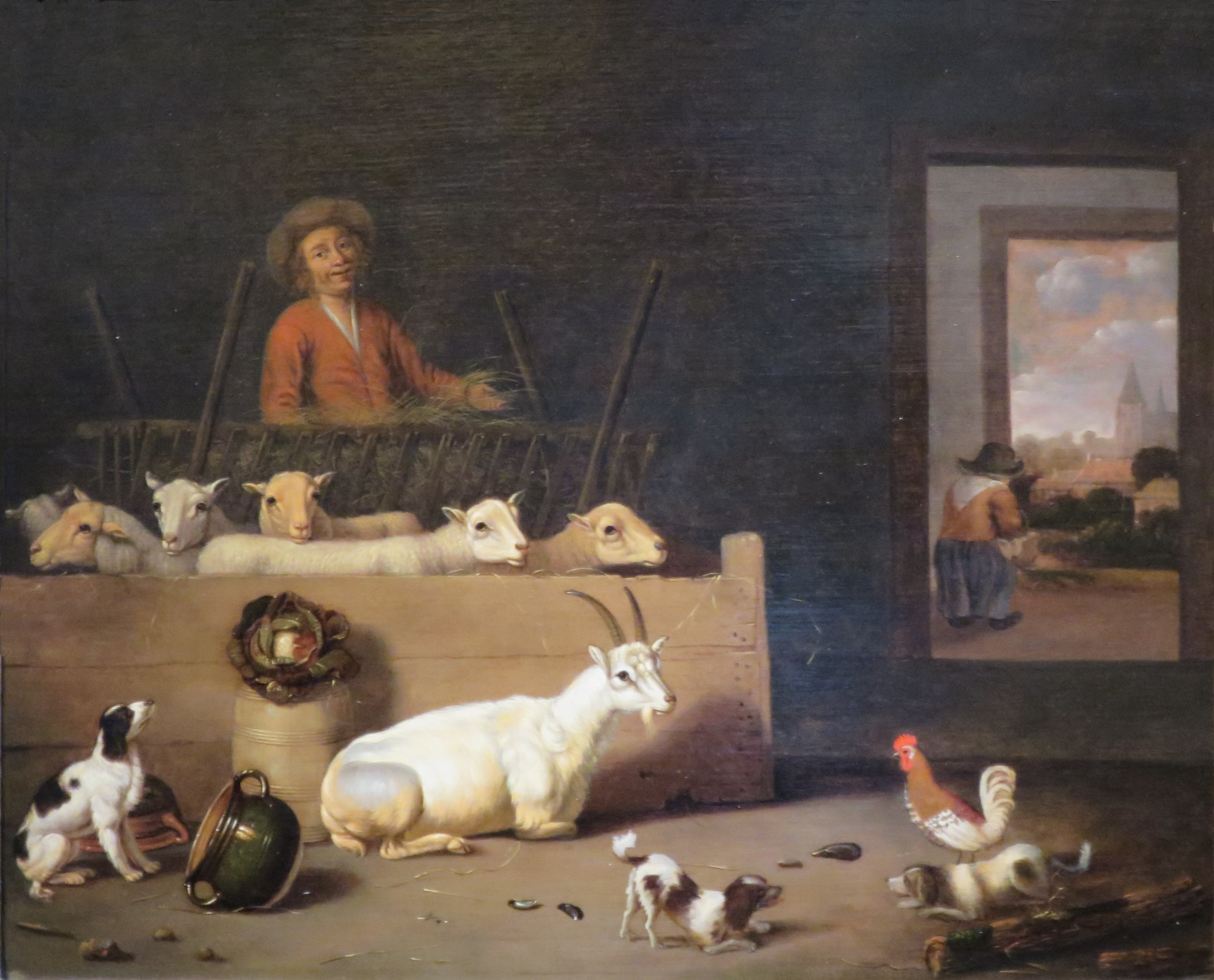
農民と家畜たち プーシキン美術館
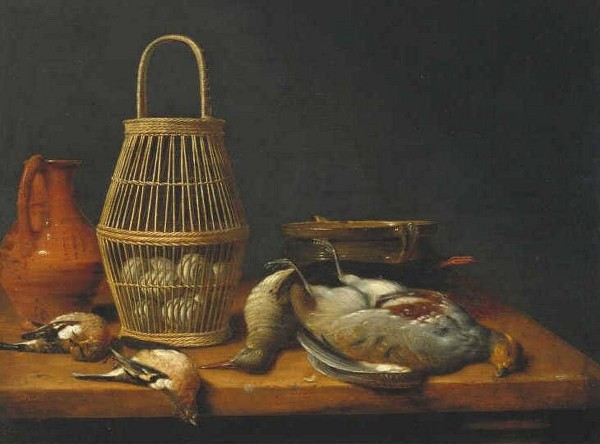
台所の卵の籠と鳥 ボイマンス・ヴァン・ベーニンゲン美術館
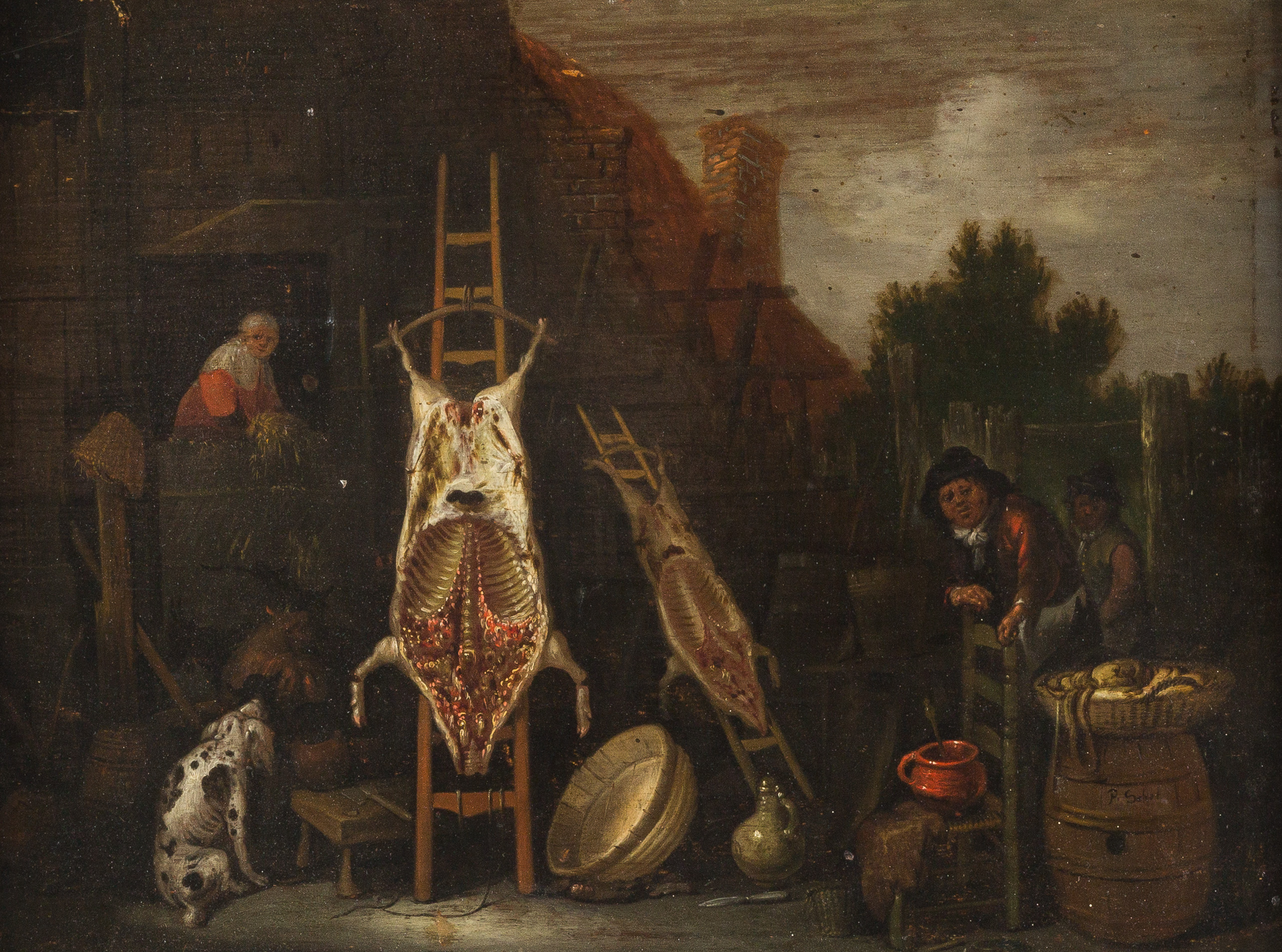
屠畜する農民
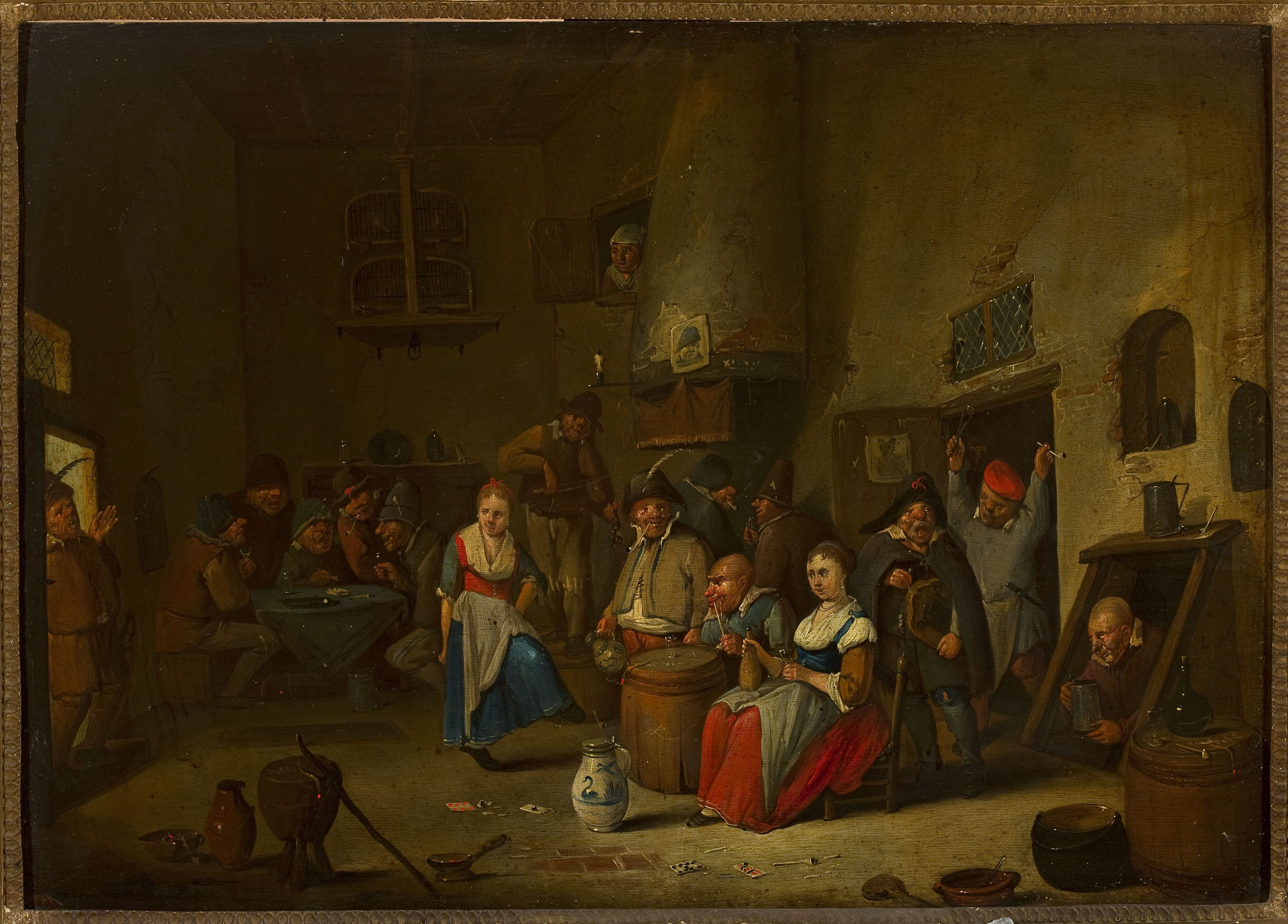
居酒屋での宴会 ワルシャワ国立美術館
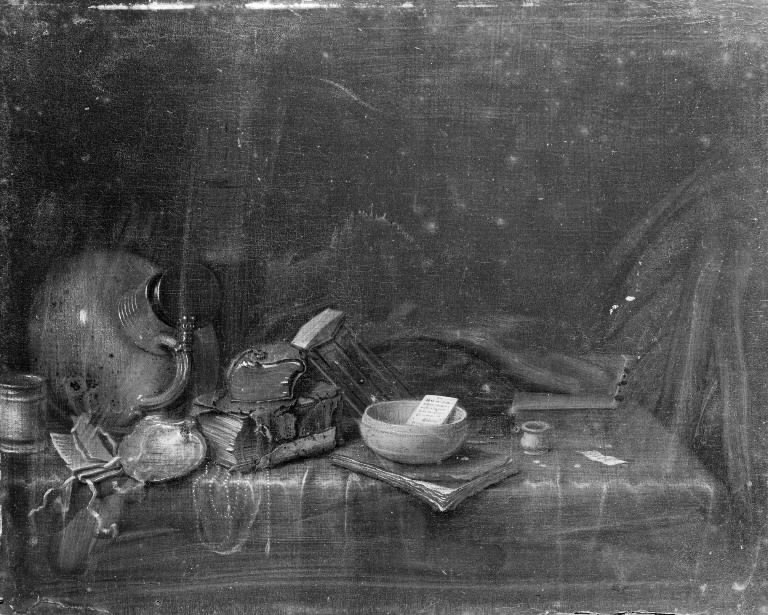
静物画 コペンハーゲン国立美術館
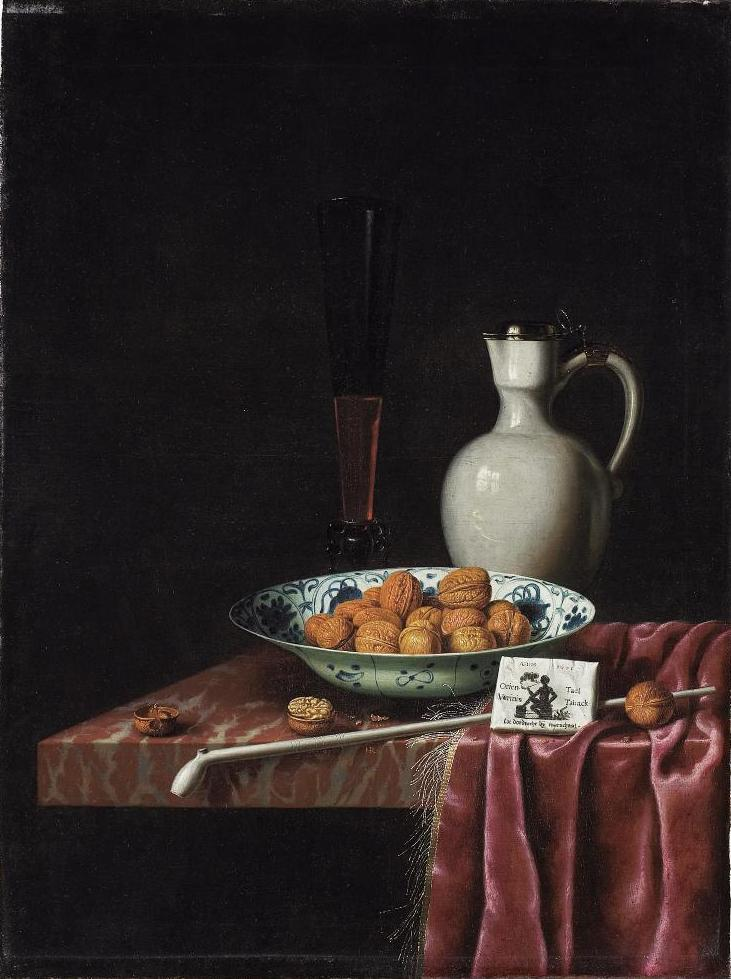
静物画 アートギャラリー・オブ・オンタリオ